# Момци, где сте
„Момци, где сте” је кратка драма из 2011. године. Режирала га је Јелена Гавриловић која је са Машом Сеничић и Милицом Живановић написала и сценарио.

## Улоге
| Глумац             | Улога        |
| ------------------ | ------------ |
| Ана Мандић         | Лена         |
| Филип Жарковић     | Влада        |
| Снежана Момчиловић | Ленина мајка |